# Parc national de Güeppi-Sekime
Le parc national de Güeppi-Sekime (espagnol : Parque nacional Güeppi-Sekime) a été créé le 25 octobre 2012 selon le décret suprême N° 006-2012-MINAM.
Le parc se situe dans la province de Maynas, région de Loreto, au Pérou.
Il est frontalier avec l'Équateur à l'ouest et au nord, avec la réserve communale Huimeki à l'est et avec la réserve communale Airo Pai au sud.
Il couvre une surface totale de 203 628,51 hectares.

## Climat
Avec des précipitations qui oscillent entre 2500-2 800 mm, le climat du parc est chaud humide, avec une température annuelle moyenne de 24,7 °C, comprise entre 23,7 °C et 25,5 °C.
Les températures les plus basses ont lieu durant les mois de juin et juillet, lorsque les précipitations sont les plus fréquentes. À l'inverse, les températures les plus élevées ont lieu de novembre à février, lorsque les précipitations sont au plus bas.

## Flore et faune
Il a été inventorié 627 espèces d'arbres et de plantes appartenant à 465 genres et 119 familles. Nous pouvons notamment citer l'aguaje et le camu camu.
Concernant la faune, il a été dénombré 97 espèces de mammifères, 417 d'oiseaux, 48 de reptiles, 45 d'amphibiens et 17 de poissons. Parmi ces animaux, nous pouvons citer la présence du jaguar, du caïman à lunettes, du caïman noir, du paiche, du tucuxi, du dauphin rose et de la loutre géante.